# 山田吉継
山田 吉継（やまだ よしつぐ、宝永2年（1705年） - 明和7年（1771年）5月22日）は、3代山田浅右衛門として江戸時代に公儀御試御用を務めていた剣客である。
通称は角蔵・源蔵、のちに浅右衛門と改名。山田家で最初に俳号を持った。俳号は恵竹庵巖松。

## 解説
享保21年（1736年）9月27日、倉持安左衛門が病死した。仮に父の吉時が病臥中であれば斬首人不在となるため、吉時は10月10日に倉持の後任として吉継を推挙し、10月15日に採用許可となった。
宝暦7年（1757年）7月12日、隣家より出火し山田邸が全焼した。そのため居住地の平河町より麹町八丁目へ一時的に転居、その後同町三丁目に転居した。その時点で吉継は長患いの上、生活は困窮を極めていた。山田家の身分は浪人であるため知行米や扶持米がなく、病欠すれば出仕手当てもなく人胆も手に入らない。ゆえに山田丸も作れない連鎖倒産の様相を呈した。宝暦13年（1783年）10月、以後の出仕手当てでの返済を条件に幕府へ出願し、御救金を拝借し窮地を脱した。
明和7年（1771年）5月22日、66歳の生涯を閉じた。法名は恵空院竹庵巖松居士。亡骸は浄福寺に葬られたが、墓碑は現存しない。

## 山田家と俳句
ある時、土壇場に座した罪人が辞世の句を詠んだ。吉継は罪人に未練がましさを感じ叱責したが、それが辞世の句であったことを聞かされ、己を恥じた。以後、俳句の勉学に打ち込み、宗匠の域にまで上達した。これを機に山田家は代々俳号をもち、辞世の句を遺している。吉継自身の辞世の句は以下のものである。
一ふりの 枕刀や ほととぎす